# Puckelmusseron
Puckelmusseron (Tricholoma sciodes) är en svampart som först beskrevs av Christiaan Hendrik Persoon, och fick sitt nu gällande namn av C. Martín 1919. Puckelmusseron ingår i släktet musseroner och familjen Tricholomataceae.  Arten är reproducerande i Sverige. Inga underarter finns listade i Catalogue of Life.

## Källor

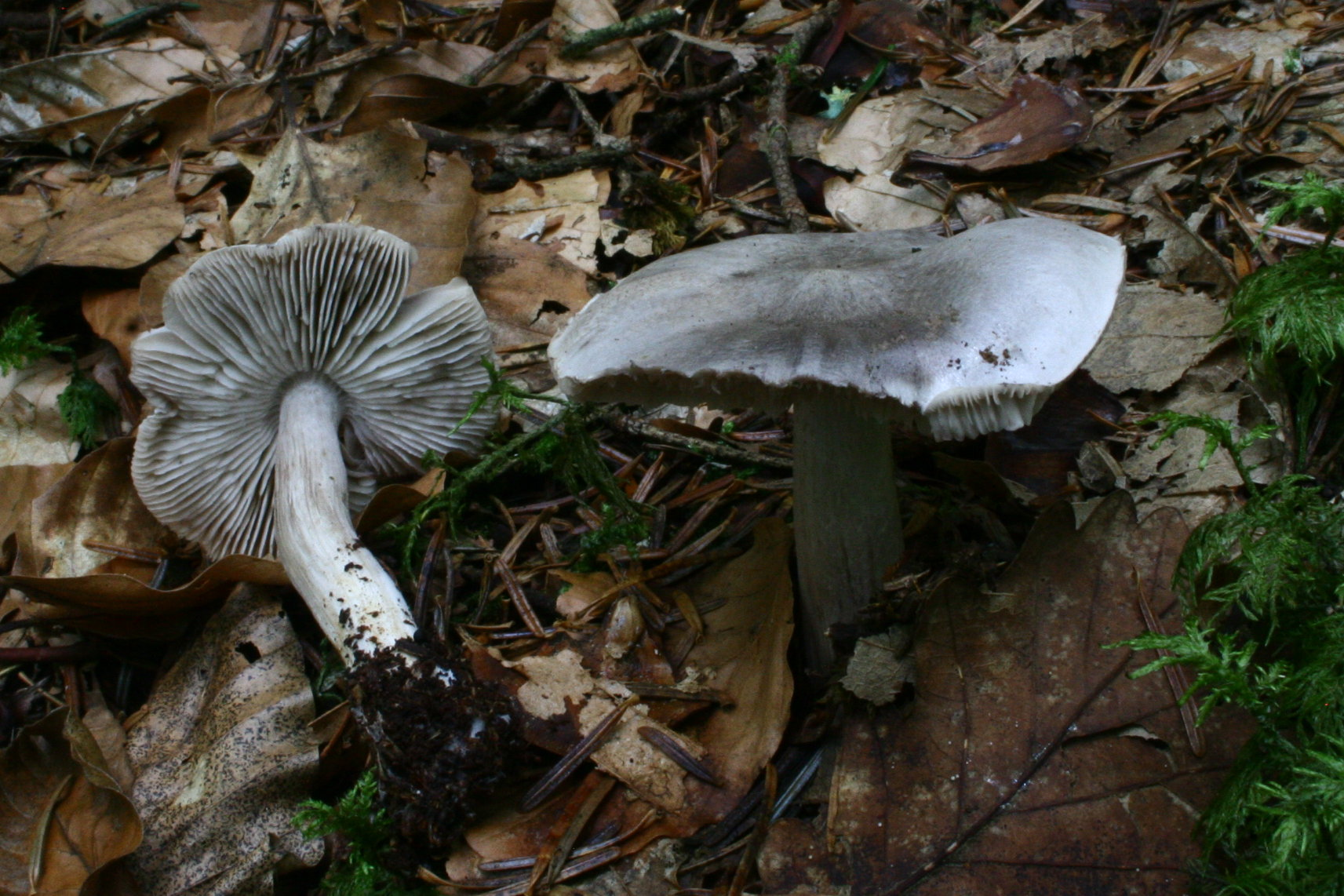